# AJ Akuoko-Sarpong
Pour les articles homonymes, voir Sarpong.
Nana Adjoa Akuoko-Sarpong, également connue sous le nom d'AJ Akuoko-Sarpong (née le 28 octobre 1991), est une personnalité médiatique ghanéenne de Citi FM et TV. Elle est également animatrice d'événements, productrice, développeuse de contenu et artiste voix off.

## Jeunesse
AJ Akuoko Sarpong est la fille de Nana Kwame Akuoko-Sarpong, chef suprême et Omanhene de la région traditionnelle d'Agogo ,, et d'Alice Afful Asamah comme la dernière de 15 enfants. Elle grandit au Ghana et au Royaume-Uni.
Elle est originaire d'Agogo dans la région d'Ashanti au Ghana.

## Formation
Akuoko-Sarpong suit ses études primaires à Accra, la capitale du Ghana.
Elle passe ensuite du système d'éducation ghanéen au système de Cambridge du Royaume-Uni dans la Galaxy International School. Puis elle terminera son éducation à domicile. 
Akuoko-Sarpong obtient son premier diplôme en sciences politiques et arts théâtraux de l'Université du Ghana, Legon.
Elle est titulaire de deux maîtrises : en journalisme de l'Institut ghanéen de journalisme et  en gestion des marques et de la communication à l'Université d'études professionnelles d'Accra (UPSA) ,,,.

## Carrière
Akuoko-Sarpong a plus de 13 ans d'expérience dans la production et la présentation télévisuelle et radiophonique, ainsi que dans la production d'événements et le développement de concepts médiatiques.

### Passage sur ghanamusic.com, YFM et le réseau EIB
AJ commence sa carrière en travaillant chez Ghanamusic.com où elle assume les responsabilités de rédactrice en chef associée et de présentatrice à l'antenne pour la couverture des événements du site Web. Elle a été l'animatrice de l'émission hebdomadaire de compte à rebours de la musique et a interviewé de nombreuses stars. 
Elle travaille à YFM Ghana de 2010 à 2014 en tant que présentatrice du segment du vendredi soir, parmi une myriade d'emplois à temps partiel dans l'industrie.
Après la fusion de GHOne TV avec les réseaux EIB en 2015, elle travaille spécifiquement avec les réseaux EIB, Starr FM, Live FM et GHOne TV en tant que présentatrice, productrice et animatrice ,,.
AJ est productrice de contenu depuis 2014 et dans son rôle de productrice de contenu pour GHOne TV alors indépendante. Elle a produit des émissions telles que Tales from the Powder Room, Friday Night Live, ainsi que participé à la production d'émissions de téléréalité telles que "It Takes Two", Miss Maliaka Beauty Pageant et "Guess Who's Coming for Dinner Cooking" parmi autres. Et aussi pour la radio, elle a produit deux saisons du programme radiophonique et de l'événement d'autonomisation des femmes, The Starr Woman Project pour Starr 103.5 FM. Elle a ensuite développé des émissions à la BEI, telles que 12 Days of Christmas TV Show, NX Entertainment Segment sur GH Today Breakfast Show. 

### Passage à Citi FM/TV
Avant de rejoindre Citi TV en 2017, elle est présentatrice avec EIB Network où elle anime Tales from the Powder Room sur GHOne TV ,,,. En août 2021 elle, travaille comme journaliste audiovisuelle à Citi FM et Citi TV.
AJ a également été animatrice d'événements et a organisé un certain nombre d'événements, notamment Ghana Music Honor 2017, Ghana Events Awards 2017, Ghana Music Awards Red Carpet 2018, December to Remember Concert 2017/2018, Miss Communicator 2017, DSTV I Factory. Showcase, IPMC 25th Anniversary, First Choice 20th Anniversary, the Office of the 2nd Lady of Ghana in collaboration with UNFPthe A Dinner against SGBV, Enteand the rtainment Achievement Awards 2021, entre autres,.

## Honneurs et récompenses
Début 2017, Sarpong a été honoré par les étudiants du Elizath Sey Frances Hall de l'Université du Ghana, Legon. 